# Spinnereibrücke (Windisch)
Die Spinnereibücke ist eine 1916 erbaute Brücke über die Reuss zwischen Windisch und Gebenstorf in der Schweiz. Sie ist ein frühmoderner Pionierbau in eisenbewehrtem Stampfbeton des Ingenieurs Fritz Pulfer (1875–1932).

## Geschichte
Die alte Spinnerei in Unterwindisch war die grösste Fabrik des Textilunternehmers Heinrich Kunz aus Oetwil am See. Mit dem Bau des Kunzareals und des Wasserkraftwerks, zu dem ein Doppelstreichwehr und ein zwei Kilometer langer Flusskanal gehören, sowie Wohnbauten auf der Reussinsel realisierte Heinrich Kunz ein frühes Industrieensemble in der Schweiz.
Die 80 Meter lange Balkenbrücke, die einen 1834 gebauten Holzsteg ersetzte, verbindet Windisch mit Gebenstorf. Einst Weg der Arbeiter über die Reuss von den Kosthäusern zu den Textilwerken der Spinnerei und wichtiger Anlieferungsweg, ist die Spinnereibrücke heute Quartierverbindung sowie Teil bedeutender Wanderrouten und des Industriekulturpfads Limmattal-Wasserschloss. Die Spinnereibrücke ist ein historischer Verkehrsweg und bietet einen guten Blick auf das geschützte Doppelstreichwehr neben einer 180-jährigen Rosskastanienallee und auf das wilde Wasser vor den frühklassizistischen Zwillingsbauten der alten Spinnerei. Fritz Pulfer plante seine Balkenbrücke mit ungewöhnlich langen Stützweiten.
Im September 2019 musste die Brücke für einige Wochen gesperrt werden. Die Bausubstanz war in einem schlechten Zustand, ausserdem wurden die Brückenpfeiler stark unterspült, sodass die Standfestigkeit der Brücke nicht mehr gewährleistet war. Zur provisorischen Sicherung des Bauwerks wurden an den Ecken des Pfeilers Stahlprofile mit Spannankern und Stahllaschen kraftschlüssig gegen den Pfeiler verschraubt und im Flussbett eingelassen. Ein Neubau befindet sich in Planung. Die Bevölkerung will die alte Brücke allerdings erhalten.